# Demont Creek
Demont Creek – krótki strumień w hrabstwie Seneca, w stanie Nowy Jork, w Stanach Zjednoczonych. Strumień wypływa z jeziora Cayuga oraz wpływa do rzeki Seneca w miejscowości Seneca Falls.